# Arpaduzu
Arpaduzu est un village d'Azerbaïdjan situé dans le raion de Khojavend. Elle compte 309 habitants en 2005.

## Histoire
En 1992-2020, Arpaduzu était sous le contrôle des forces armées arméniennes. En 2020, au cours de la deuxième guerre du Haut-Karabagh, la région de Khojavend, y compris le village d'Arpaduzu est passé sous le contrôle des forces azerbaïdjanaises,.

## Géographie
Le village d'Arpaduzu de la région de Khojavend est situé dans la circonscription administrative du village d'Arpaduzu.

## Économie
La principale occupation de la population est l'élevage et l'agriculture.